# Gallegos del Campo
Gallegos del Campo (en alistanu Gallegos del Campu) es una localidad española del municipio de Figueruela de Arriba, en la provincia de Zamora y la comunidad autónoma de Castilla y León.

## Toponimia
El nombre de Gallegos del Campo, como muchos de los gentilicios en la toponimia zamorana Asturianos (Asturias), Bercianos (El Bierzo), Navianos (Navia), Limianos (La Limia), Castellanos (Castilla), Faramontanos (Cantabria),… nos refieren muy elocuentemente a las antiguas repoblaciones, como las que tuvieron lugar en tiempos del rey Fernando I, quien trajo pobladores del norte de la península, e incluso de otras partes, como Madrid (Madridanos) o Coria (Coreses).
De este modo, el topónimo Gallegos del Campo nos habla de gentes de Galicia que repoblaron la zona allá por los siglos X y XI, siendo el apellido “del Campo” una mera referencia a la planicie en la cual se encuentra asentada la población.

## Geografía física
Ubicada en plena comarca de Aliste, dista escasos kilómetros de la sierra de la Culebra, del río Aliste, y la frontera con Portugal. Limita al norte con Mahíde y Figueruela de Arriba, al este con Pobladura de Aliste, al sur con San Cristóbal de Aliste y El Poyo, y al oeste con Vega de Nuez. 
| Noroeste: Figueruela Abajo | Norte: Figueruela Arriba | Noreste: Mahíde        |
| Oeste: Figueruela Abajo    |                          | Este: Pobladura        |
| Suroeste Vega              | Sur: El Poyo             | Sureste: San Cristóbal |

Se enclava a una altitud de 820 m s. n. m., con una superficie de 36 km² y a una distancia de 77 km de Zamora. Su principal economía es la agricultura y la ganadería, con pequeñas posesiones de ganado ovino y bovino.
La orografía conforma un terreno de baja calidad para la agricultura aunque con abundantes pastos, localizando una inmensa llanura al norte llamada Campo Aliste y un terreno más quebradizo y de penillanura al sur, con riachuelos, montañas, y abundante y variada vegetación. Regada por el Ruiney, principalmente, y el Ruidanta, cuenta con bellos parajes cada vez más degradados debido en gran parte a la más absoluta falta de gestión medioambiental.

## Historia
La historia de Gallegos del Campo se cimenta desde los restos arqueológicos de la Edad de Hierro y la posterior etapa prerromana y romana, aunque es en el pasado más reciente donde despunta su patrimonio religioso, antropológico y humano, cuyo legado inmaterial es abundante e importantísimo.

### Edad Antigua
Los datos más antiguos que se conocen de la localidad y de su entorno proceden del Bronce Final, unos 1800 años antes de Cristo, documentados en el yacimiento de La Mazada y El Castrillón entre Gallegos y San Cristóbal, situado a 41°, 35', 35' N y 6°, 24', 5' W, a unos 903 m de altura y con una hectárea aproximadamente de extensión se ubica 2 km al sur de Gallegos del Campo sobre una elevada cumbre cuyas laderas descienden con fuerte pendiente sobre los arroyos Valtravieso y Llamiellas. Asentamientos en los que se han encontrado restos de cerámica y escorias, algunos de los cuales están expuestos en el Museo de Zamora.
Otro yacimiento que ha dejado huella es el situado en el alto de San Jorge a 41°, 49', 35' N y 6°, 24', 55' W a unos 860-865 m s. n. m. de altura y con 1,3 ha aproximadamente de extensión. El asentamiento se encuentra a menos de 1 km al sudoeste del pueblo, también llamado antiguamente El Castrico (aunque en el pueblo únicamente se le conoce por castro de San Jorge o El Castro). Su aspecto, más que el de un castro, es el de uno de esos poblados romanos que abundan en la región, y que parece conservar un cierto sabor castreño, aunque su emplazamiento es menos escabroso y de mayor aptitud agrícola. Los materiales que se han podido ver son molinos de mano circulares y cerámicas romanas, entre ellas algunos fragmentos mal conservados de sigillata, tal vez tardía, así como tégulas y ladrillos.
En lo que hoy es la comarca de Aliste y en poblados como Gallegos del Campo se documentan grupos autóctonos dentro del grupo étnico de los astures, ocupando también una amplia zona que llegaría hasta aquí, dividiéndose en augustanos, trasmontanos y, más localizados, los zoelas, que se situarían en la zona más meridional, al sur de la sierra de la Culebra.
De la presencia romana hay innumerables huellas y así, los castros prerromanos serán ocupados posteriormente por los invasores romanos. Prueba de ello son las numerosas tumbas descubiertas y restos de huesos, así como la perfecta conservación en la entrada al cementerio, de la parte superior de una estela funeraria. El hallazgo más importante, un hallazgo casual, bajo los cimientos de lo que fue la Ermita de San Jorge, donde hoy se sitúa el cementerio, fue un miliario, que conserva una inscripción analizada y transcrita por Rosario García, directora del Museo de Zamora y José Antonio Albasolo de la Universidad de Valladolid que, junto a otras inscripciones en piedras sueltas que hoy se encuentran insertadas en la nueva ermita, conforman algunos de los más valiosos restos arqueológicos de la presencia romana.

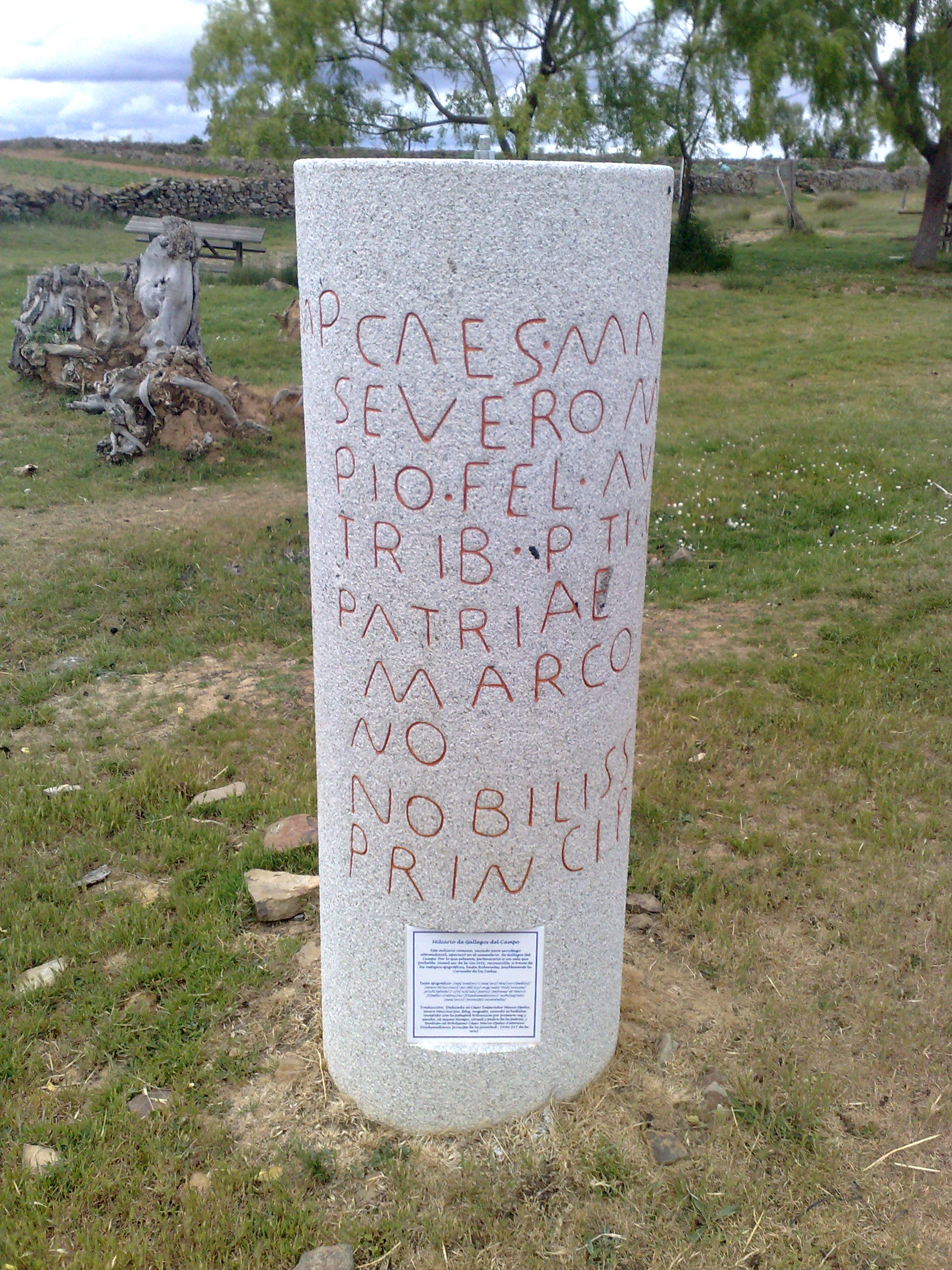
Réplica del miliario perteneciente a la Vía XVII del Itinerario de Antonino.

Asimismo, se tiene constancia de un camino romano que atraviesa el Campo Aliste por Gallegos del Campo, la Vía Veniatia. Tiene relación con el alto de la Imena en Figueruela, un castro de similares características a los de Gallegos, ya que parece un poblado romano que se quiere identificar con la “mansio” de Veniatia de los itinerarios, en la vía de Astorga a Braga, siendo esta la Vía XVII del Itinerario de Antonino, que al entrar en Portugal tendría otra mansio cercana al término de Nuez, esta Compléutica.
Tras la presencia romana en la zona hay un largo vacío y desconocimiento por falta de datos hasta la presencia musulmana, de la que en el pueblo apenas hay vestigios. A pesar de esto, en la comarca se documenta su estancia en restos arqueológicos y en la propia toponimia, ya que el nombre de pueblos como Mahíde, Dómez, Samir de los Caños o Alcañices son de origen árabe o mozárabe.

### Edad Media
Con la presencia árabe en la zona, se produce la llamada despoblación del valle del Duero afectando también a estos lares. Es con el avance cristiano, allá por el siglo IX, cuando se fundan y crecen los nuevos poblados emplazados en el lugar en el que hoy los conocemos, quedando integrado Gallegos en el Reino de León, cuyos monarcas habrían acometido la repoblación de la localidad dentro del proceso repoblador llevado a cabo en Aliste. Así, el emplazamiento original de Gallegos se remonta en torno al siglo X, con las sucesivas modificaciones a lo largo de los siglos. Es tremendamente difícil datar hechos por falta de fuentes hasta el siglo XV-XVI, donde ya aparecen documentos que sitúan el pueblo, la iglesia y demás.
Tras la independencia de Portugal del reino leonés, en 1143, Gallegos del Campo habría sufrido por su situación geográfica los conflictos entre los reinos leonés y portugués por el control de la frontera, quedando estabilizada la situación en Aliste a inicios del siglo XIII, hecho reforzado por la firma del Tratado de Alcañices en 1297.
A partir del siglo XIII, las órdenes religiosas se expanden por toda la península y en Aliste se instalan los Caballeros Templarios tras la cesión a éstos de las villas de Alcañices y Alba de Aliste por parte del rey Alfonso IX de León. Tras la desaparición de esta Orden en el siglo XIV, finalmente Alcañices se convierte en cabeza de marquesado y Gallegos, como el resto de pueblos, afronta el pago de tributos al marqués, datos económicos y pecuniarios que aparecen recogidos en los documentos conservados.

### Edad Moderna y Contemporánea
Durante la Edad Moderna, Gallegos estuvo integrado en el partido de Alcañices de la provincia de Zamora, tal y como reflejaba en 1773 Tomás López en Mapa de la Provincia de Zamora. Así, al reestructurarse las provincias y crearse las actuales en 1833, la localidad se mantuvo en la provincia zamorana, dentro de la Región Leonesa, integrándose en 1834 en el partido judicial de Alcañices, dependencia que se prolongó hasta 1983, cuando fue suprimido el mismo e integrado en el Partido Judicial de Zamora.
Finalmente, en torno a 1850, el antiguo municipio de Gallegos del Campo se integró en el de Figueruela de Arriba.

## Demografía
La población actual, según dato del INE 2024, es de 78 habitantes, de ellos 43 varones y 35 mujeres. En verano y otros periodos vacacionales la población puede llegar incluso a triplicarse.
Entre el censo de 1857 y el anterior, este municipio desaparece porque se integra en el municipio de Figueruela de Arriba. En aquella fecha (año 1842), Gallegos del Campo disponía de 216 habitantes de población de derecho distribuidos en 54 hogares.
| Gráfica de evolución demográfica de Gallegos del Campo entre 2000 y 2024 |
|                                                                          |

## Economía
La economía de Gallegos del Campo se basa desde antaño en economía de subsistencia, con apenas venta o comercio exterior.
Son las unidades familiares las que producen los alimentos para su posterior consumo, tanto propio, como para el ganado. Se poseen pequeños minifundios con cultivo de cereales y de pasto para ganado vacuno u ovino, y algo de porcino y aves de corral en corrales particulares. Asimismo, existen algunas parcelas para huertos de hortalizas y verduras, frutales y vides. 
Actualmente, debido a la avanzada edad de un gran porcentaje de la población, las pensiones son el único ingreso, dejando para las personas más jóvenes diversos trabajos desempeñados en ámbitos rurales, y las subvenciones obtenidas por el ganado.

## Patrimonio

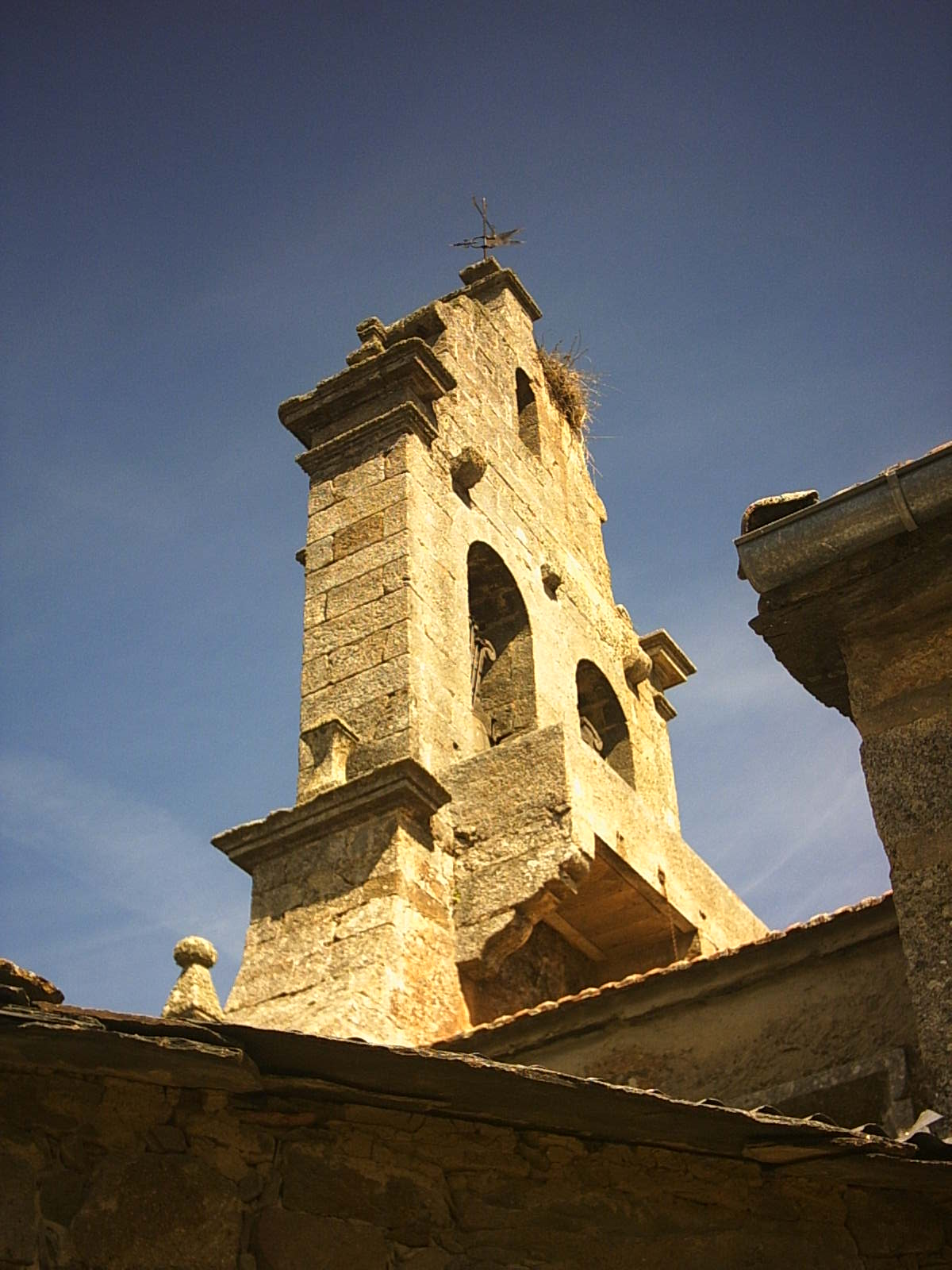
Campanario de la iglesia de Gallegos del Campo.

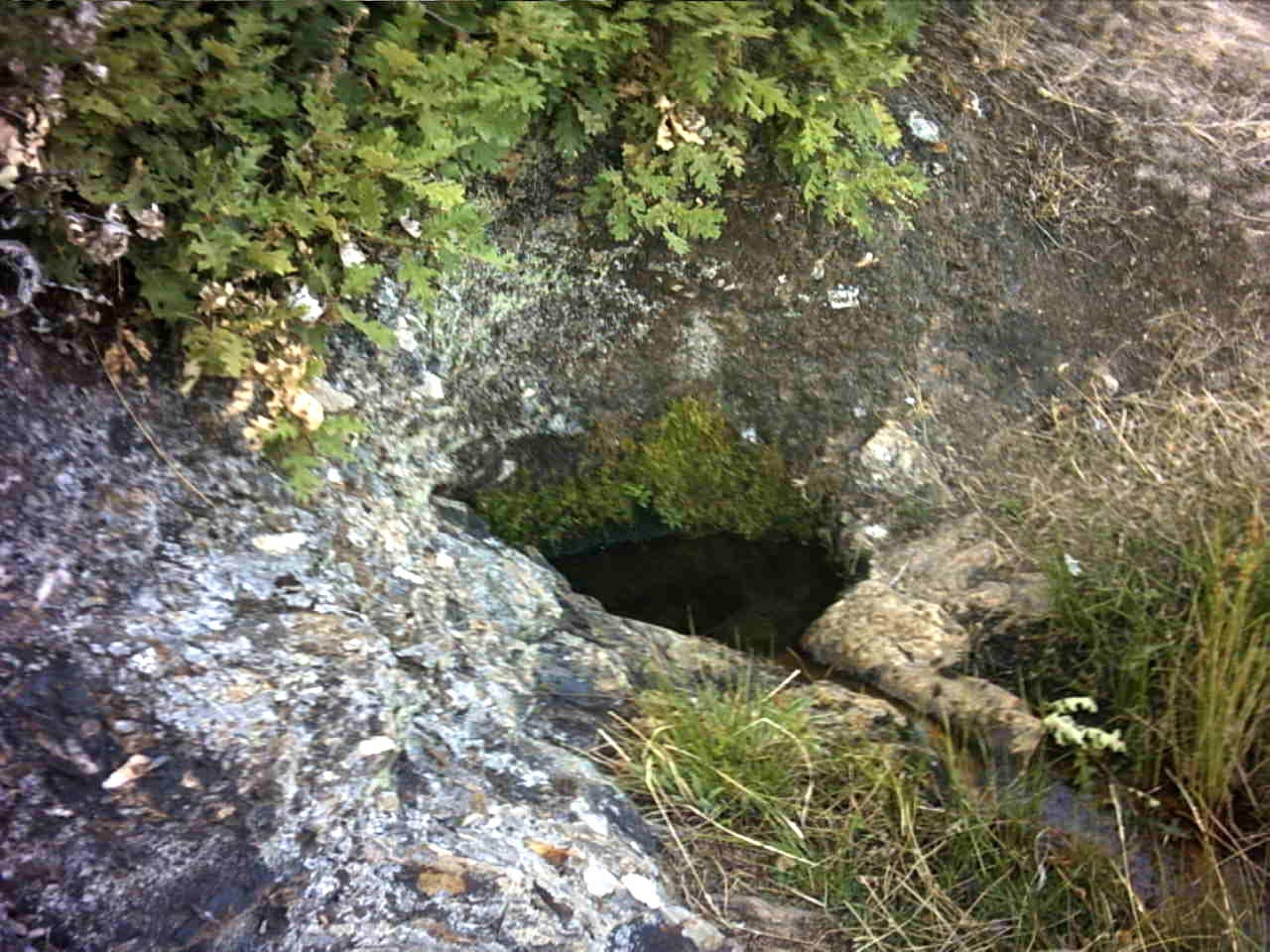
La Fuente Risenda en Gallegos del Campo.

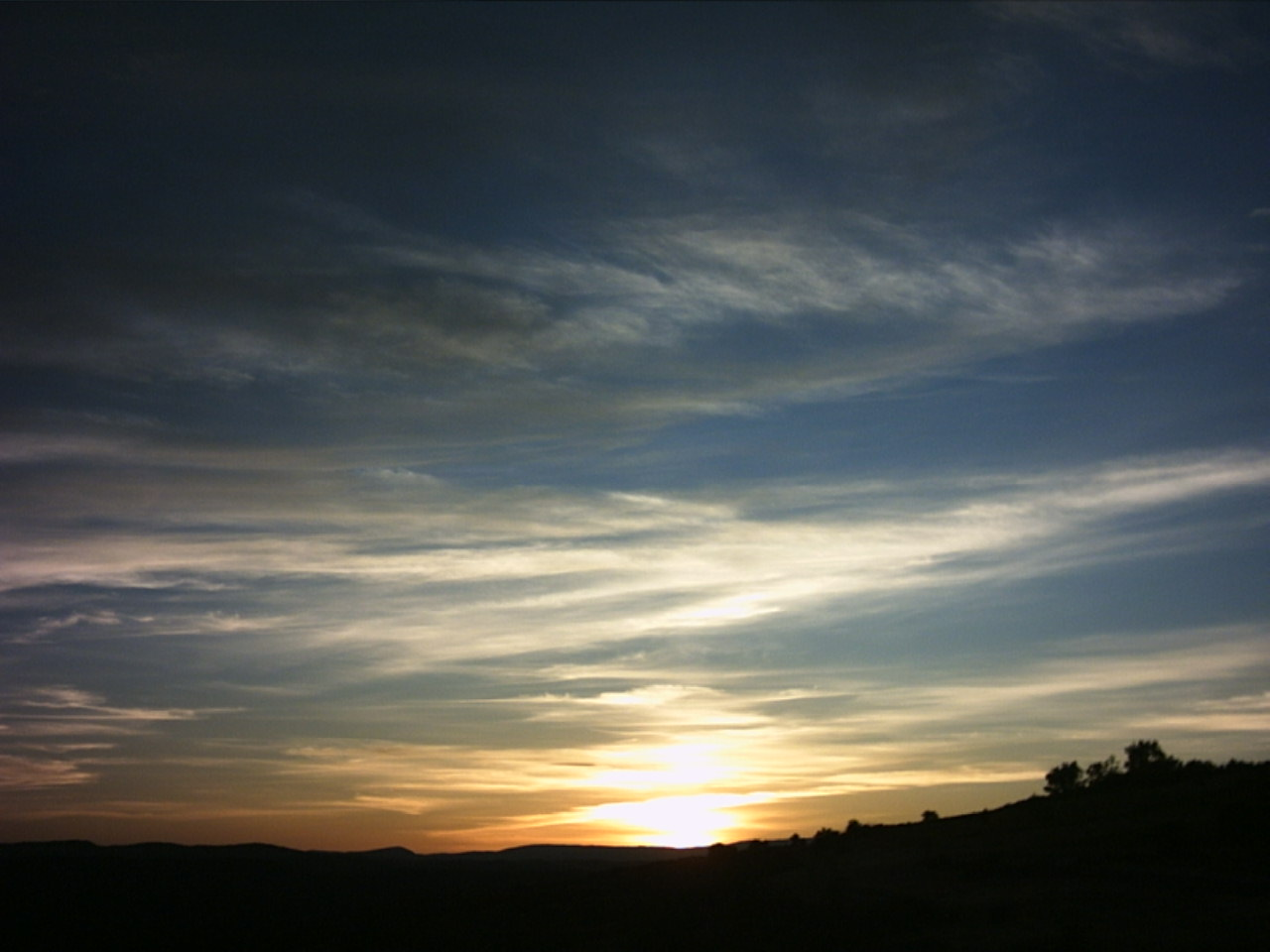
Atardecer en Gallegos del Campo.

La iglesia
La iglesia de San Jorge Mártir, se sitúa hoy en el centro del pueblo en una zona elevada, desde donde despunta su majestuoso campanario. Puede considerarse que data del siglo XVII, aunque su ubicación actual es de principios del siglo XX (1906). Anteriormente se situaba en el alto de San Jorge, donde hoy se encuentra el cementerio, en el antiguo asentamiento prerromano. Allí fue levantada a mediados del siglo XVII desde donde fue trasladada al centro del pueblo, dada la lejanía que distaba del mismo para ofrecer las ceremonias. Evidentemente, en su nuevo emplazamiento se emplearon modernos materiales para levantar su estructura, pero las piedras más nobles de cantería fueron conservadas intactas, trasladadas piedra a piedra y numeradas para conformar las arquerías originales que hoy sustentan la techumbre sobre una planta de cruz latina. Asimismo, los marcos de las puertas y ventanales, cuyas piedras de granito son de una calidad suprema, y otras muchas piedras diseminadas por las paredes, algunas de ellas de época romana (con inscripciones que así lo atestiguan), pertenecen a la antigua iglesia.
Sin duda, el elemento más importante, y lo que le confiere un carácter monumental al conjunto, es el impresionante campanario que se yergue en forma de torre sobre las techumbres como una atalaya de luz y de fe, trasladado, éste sí íntegramente, piedra a piedra desde la ubicación original, gozando de una morfología arquitectónica armoniosa que le confiere una belleza exquisita. Está rematado en pico en su parte superior y con dos pináculos en los extremos inferior y medio, con piedras labradas y talladas artesanalmente por artistas anónimos.
En el mismo campanario, las campanas conforman otra obra de artesanía popular, insertadas armoniosa y simétricamente en el centro del mismo bajo dos oquedades arqueadas, una más pequeña que la otra, fundidas en hierro y talladas en madera su parte superior. Su forja artesanal hace de su sonido uno de los más bellos, potentes y mágicos de la provincia, sonido que supone todo un patrimonio inmaterial dentro del patrimonio etnográfico y arquitectónico que representa.
Es igualmente destacable, amén de otros dos retablos auxiliares, el retablo mayor, barroco, con un hermoso relieve de San Jorge a caballo en lid con el dragón.
Risenda, La Riveira y El Valle
Risenda es un manantial natural de agua ligeramente ferruginosa que brota en un rincón escoltado por varias rocas adornadas de una bella vegetación.
La Riveira o Rivera, es propiamente eso, la rivera de un riachuelo de poca profundidad que conforma pequeñas pozas que antiguamente servían de recreo a las gentes del lugar. Discurre serpenteante desde El Valle (4 o 5 km río arriba) regalando un paraje sencillamente natural, hermoso y puro.
Ruta de los molinos
Compuesta por tres molinos que, aprovechando el curso del agua, servían a los habitantes del pueblo para moler su trigo, centeno o cebada, elaborando así pienso para el ganado. Recientemente restaurados.
Peña Furada y Fonferrada

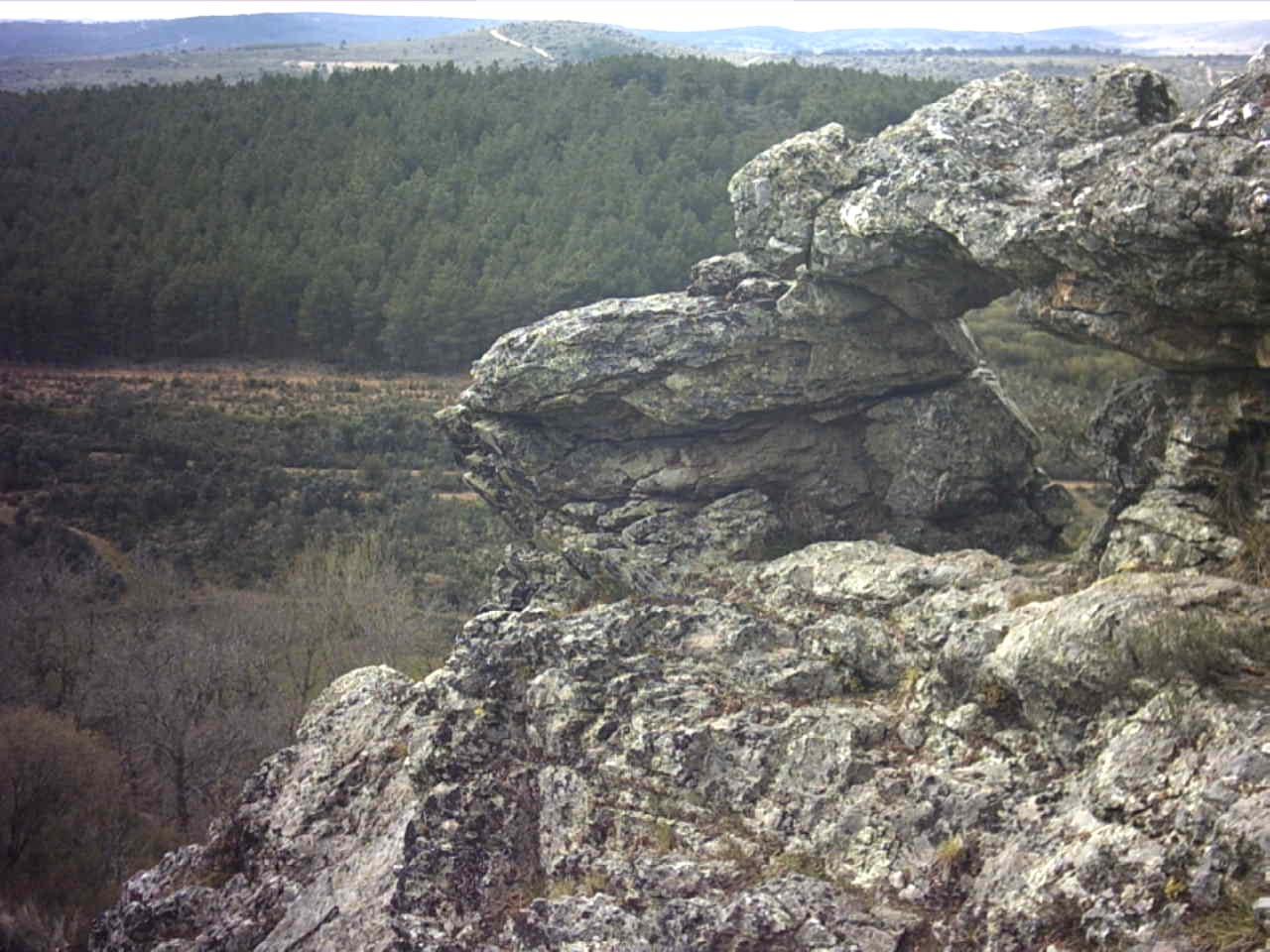
La Peña Furada en Gallegos del Campo.

La peña furada (hurada>horadada) es una gran formación rocosa coronada con una piedra erosionada por las fuerzas naturales hasta la formación de un gran agujero.
Cuenta la leyenda que Santiago Apóstol, en una de sus incursiones por estas tierras, saltó con su blanco corcel desde lo alto del peñasco. Éste al caer y tocar tierra, hendió el suelo con su pata, brotando desde entonces un pequeño manantial de agua herrada, la Fonferrada. Hasta no hace mucho era fácilmente perceptible la supuesta huella en forma de herradura que dejó el caballo, de donde surgía el agua, hasta que la falta de cuidado, e incluso el vandalismo, ha ido emborronando la pisada haciéndola difícilmente apreciable en la actualidad.
Casa Mazada
Monte a unos 4 kilómetros de distancia del pueblo en cuya cima se encuentra una cueva rocosa de doble fondo probablemente habitada en tiempos inmemorables. (Ver sección Historia).
Alto de San Jorge
Alto en forma de castro donde se han hallado restos prerromanos y donde antiguamente se erigía la iglesia (ver sección Historia). Actualmente se encuentra el cementerio con su puerta en arco de piedra rematado por una estela funeraria romana.
Desde San Jorge, en verano, mirando hacia Portugal, se puede contemplar uno de los atardeceres más sobrecogedores de la comarca.
Peña Mira y la Sierra de la Culebra
Peña Mira es el peñón que pone cima a la sierra de la Culebra, a unos 15 km del pueblo. Reserva regional de caza con la mayor concentración de lobo ibérico de la península.

## Cultura

### Fiestas
San Jorge, el 23 y 24 de abril.
Por la mañana, misa y pequeña procesión presidida por una bella imagen de madera policromada de San Jorge y el dragón. Baile y orquesta por la noche. Al día siguiente, popularmente conocido como San Jorgito, la talla del Santo, acompañada esta vez por la Virgen, sale en romería hasta una de las antiguas cruces de entrada al pueblo. Cada año, alternándose, se celebra en una de las dos “faceiras” (parte del terreno dedicada al cultivo de cereal), para bendecir los campos y pedir al Santo una buena cosecha. Por la noche suele haber también baile amenizado por pequeñas orquestas.
Corazón de Jesús, el 8 de agosto.
Son dos o tres días festivos donde el más importante y vistoso es el día 8. Comienza con la Albureada o Alborada, donde la juventud recorre al alba las calles del pueblo despertando puerta por puerta a los vecinos e invitando a unirse a ellos en una batida entre cantos, gaita y tamboril. A mediodía, se celebra una misa y procesión por las calles del pueblo porteando la talla del Corazón de Jesús que preside el retablo barroco de la iglesia. Al mismo tiempo se voltean las dos campanas y se lanzan cohetes, formando entre todo un ambiente de alegría y jolgorio. Por la tarde, es muy esperada “La Rosca”, donde uno de los mozos varones, a elección popular, invita a los demás jóvenes (chicos y chicas del pueblo) a merendar, antiguamente rosca de pan casera (de aquí el nombre de la tradición), y sangría o vino del pueblo. Por la noche hay baile y orquesta.
Los demás días discurren entre torneos populares (cartas, tajuela, fútbol, cocina,…), actividades infantiles (cuentacuentos, espuma, competiciones,…) y bailes populares, donde se dan cita algunos de los grupos más importantes en danza popular alistana, zamorana y de Trás-os-Montes en Portugal. Las noches se suelen cerrar con baile y orquesta en la Plazuela o Plaza La Escuela.
Semana Santa
El Domingo de Ramos se reparte en la iglesia un ramo de laurel, olivo y romero que la gente coloca a la entrada de sus casas como amuleto de protección para su hogar.
El Jueves Santo se lee en la iglesia la Pasión, compartiendo a la salida el pan y vino que simbolizan el cuerpo y la sangre del Señor, al igual que en la Última Cena. Antiguamente, en el periodo en el que se conmemora la muerte de Jesús, se dejaban de tañer las campanas y en su lugar se llamaba a misa recorriendo las calles del pueblo con una matraca y varias carracas agitadas por niños.
El Viernes Santo, al anochecer, se saca en procesión por las calles del pueblo en Viacrucis, una cruz de unos tres metros de altura e incalculable valor cultural a hombros de tres porteadores, seguidos por el cura y el resto del pueblo.
El Sábado Santo, a la noche, se enciende un fuego en la plaza de la iglesia simbolizando la Resurrección de Cristo. Se bendice y se enciende el Cirio Pascual, del cual se van prendiendo las velas de todos los asistentes para, posteriormente, acceder a la iglesia (únicamente iluminada por la luz de las velas y cubierta por cánticos) y celebrar la resurrección. Finalmente, se bendice el agua y el óleo, que posteriormente se reparte entre los fieles.
El Domingo de Resurrección, a mediodía, y desde la iglesia, salen dos grupos distintos: varones encabezados por la talla del Corazón de Jesús, y mujeres, con la talla de la Virgen ataviada de un manto negro. Ambos recorren el pueblo por caminos distintos hasta que convergen en un mismo punto. Las mujeres cantando encarnan las palabras que Virgen e Hijo se dedican, quitando a su vez el manto negro de la Virgen por uno florido, que representa la alegría por el Salvador resucitado. Posteriormente avanzan juntos a la iglesia, entre el volteo de campanas y el retumbar de cohetes, donde son recibidos por el cántico del “Albricias” de las muchachas del pueblo, por el cual rivalizan dos grupos de chicas para su realización debido a que esta se premiaba, según la creencia popular, con ciertas indulgencias.
Obisparra
El 26 de diciembre se celebraba (actualmente suele ser el Martes de Carnaval) este festejo profano, vinculado muy probablemente a creencias precristianas. Es una mascarada en la que, sus distintos personajes (filandorra, aradores, bueyes, mendigo,…), juegan un papel concreto, entre lo carnavalesco y lo teatral, con diversos significados, matices, y escenas graciosas y pintorescas.

### Gastronomía
Matanza.
El chorizo (curado al humo y ligeramente picante), botillo, morcillas (de la forma alistana: con migas de pan, sangre y azúcar), jamón, lomo y piezas adobadas o curadas a la sal.
Ternera Alistana.
Marca de Calidad desde el 17 de diciembre de 1999. Una alimentación controlada y abundancia de mimo en el cuidado de los animales hacen de la Ternera de Aliste, una de las carnes más cotizadas del mercado. Razas autóctonas y tres variedades de producto obtenidas: lechal, ternera y añojo. Mataderos en San Vitero y puntos de venta autorizados a pocos kilómetros, en San Vitero, Rabanales o Alcañices.
Gallo de corral.
Criado en pequeñas posesiones particulares. Suele ser guisado con patatas y arroz.
Huevos.
Pequeños y de corrales particulares, con un imponente sabor y un color amarillo-anaranjado que aviva enormemente las tortillas o revueltos.
Caza.
Principalmente de jabalí, conejo, liebre, codorniz y perdiz.
Verduras y hortalizas de la huerta.
Sus principales productos son patatas, tomates, pimientos, calabazas, cebollas, judías verdes, granas, garbanzos, guisantes, berzas y lechugas, entre otros.
Frutales, manzanas, uvas, castañas y nueces.
Níscalos.
Recogidos en los pinares cercanos con otoños húmedos.
Pan casero.
Cocido en horno de leña de jara y encina o roble, hogazas.
Bollo frito.
Masa de pan ya fermentada, frita en aceite de oliva y espolvoreada con azúcar.
Rosca, aro de unos 20 cm de diámetro y 5 de grosor, de masa de pan dulce, con huevos y esencia de anís, hecha al horno.  
Bolla, Hogaza o torta de pan con pedazos de chorizo y tocino en su interior que, al cocer al horno, desprenden su unto a la miga. En otros lugares conocida como hornazo.
Turriyones.
Alimento invernal típico alistano cuya elaboración está íntimamente unida a la matanza del cerdo. Sus ingredientes esenciales son una mezcla menuda de un elemento graso denominado manto del cerdo (redaño), pan en migas y azúcar y/o miel de brezo.
Vino.
Vino de La Dreira y Llamulgao. Joven, tinto o clarete, reflejos inestables, sedoso en paladar, afrutado con reminiscencias ácidas, aroma de bayas silvestres, morera, manzana y jara.

### Costumbres y tradiciones
Matanza
Cada año, entre diciembre y enero., las familias sacrifican sus cerdos, normalmente dos o tres, criados a lo largo de un año, para posteriormente pasar a su despiece y salazón, ahumado, o embutido.
Vendimia.
Entre los meses de septiembre y octubre, las viñas de Llamulgao y, sobre todo, La Dreira (pequeño cerro a las afueras del pueblo), se llenan de gente formando un mosaico multicolor que se puede ver desde varios cientos de metros de distancia.
El Ángelus.
Los fieles del lugar, al finalizar la misa, esperan formando un corro alrededor de la puerta de la iglesia, al cura que, vestido ya de calle, reza junto a todos el Ángelus a modo de despedida y bendición.
Volteo de campanas.
En las fiestas grandes del pueblo, y en motivos de especial alegría y júbilo, es habitual que las campanas se volteen ofreciendo, por su peculiar fisiología y morfología, un sonido único en la comarca.
El 4 y El Cristo.
Todos los días 4 de cada mes, más los días 19 de marzo y 14 de septiembre, se celebra en la cercana localidad de San Vitero, una feria donde se reúnen comerciantes de toda la provincia para ofrecer sus mercancías. Son días especiales en Gallegos, pues se aprovecha para comprar objetos poco habituales, ver a gentes de pueblos vecinos, y comer el famoso chuletón o churrasco de ternera alistana en los restaurantes de la zona.

### Habla local
Se puede decir que las palabras y expresiones que todavía hoy se utilizan de manera habitual, principalmente en boca de personas mayores, habitantes naturales y establecidos en el pueblo corresponden al dialecto alistano, perteneciente a un extenso dominio lingüístico territorial que abarca el noroeste peninsular, el cual es conocido como asturleonés o leonés, que se extendería, a grandes rasgos, desde Asturias hasta el norte de Cáceres pasando por León, Zamora y Salamanca (antiguamente Región de León), más la zona mirandesa de Portugal; una lengua que evoluciona directamente del latín de manera diferente al castellano y que, por lo tanto, se compone de una serie de rasgos propios comunes a todo el dominio, pero que tiene una serie de variedades regionales y comarcales como es el caso del alistano. Así otra variedad dialectal del leonés es el sanabrés o el sayagués de comarcas limítrofes con Aliste, con muchos rasgos comunes y otros más específicos.
Rasgos principales:
- Diptongación en IE: (ristra-riestra)
- Diptongación en OU: (otro-outro)
- Diptongación en EI: (caldero-caldeiru)
- Epéntesis de I en final de palabra: (pastar-pastiar)
- Cierre de la vocal final O en U: (campo-campu)
- Conservación de la F inicial cuando en castellano se aspira y se pone H no sonora: (Harina-Farina)
- Palatalización de L > Ll o N > Ñ: (Laguna-Llagona, Nidal-Ñal)
- Conservación grupos MB: (Loma-Llomba)
- Derivación de grupos PL > CH: (Plano-Chano)
- Conservación de la E final analógica o etimológica; (en los verbos solo se pondrá en algunos de muestra porque en la voz vernácula la llevarían todos): (tenedor-tenedore)
- Conservación de la A inicial analógica o etimológica: (barruntar-Aberruntar)
- Derivación de los grupos BL - BR: (nublao>nubrao)
- Conservación del sonido Y del latín cuando en castellano da J : (tejado-tiyau)
- Aparición de Y antihiática: (frío>friyu)
- Formas verbales del imperativo terminadas en AI: (ve/vete>vai), en EI: (coged>cogei) y del pasado imperfecto en IÉ: (decía>dicié),
- Terminación desinencias verbales del pasado perfecto en ONEN/ON/ENEN: (acabaron>acabonen, dijeron>dijon, fueron>fuenen)
- Terminación desinencia verbal del presente en YES: (ves>veyes)
- Apócope de la sílaba final en el verbo: (dice>di)